# Apidium
Apidium ("toro pequeño" en latín, pues se pensaba que los primeros fósiles eran de un tipo de vaca) es un género extinto con al menos tres especies de primates que vivieron en el periodo Eoceno y principios del Oligoceno, aproximadamente hace 36 a 32 millones de años. Los fósiles de Apidium son comunes en los depósitos de Fayoum, en Egipto.
Apidium y los demás miembros de la familia Parapithecidae son antropoides primitivos que poseen todos los rasgos distintivos de los actuales Anthropoidea. Sus ancestros están cercanamente relacionados con un grupo de primates del Eoceno de Asia, los Eosimiidae.
Las especies de Apidium estaban bien adaptadas a la vida en los antiguos bosques tropicales del Norte de África. Estos vivían en los árboles y aparentemente se desplazaban en las copas de los árboles usando una combinación de marcha cuadrúpeda y de saltos, como los actuales monos ardilla del género de platirrinos Saimiri, como sugiere el hecho de tener la fibula y la tibia parcialmente fusionadas, cerca de un 40% de su longitud total, tal como en Saimiri. Estos primates parecen haber sido frugívoros y diurnos, con una vista aguda.
Los machos de Apidium eran mayores que las hembras, lo cual, al compararlo con los primates actuales, sugiere que estos probablemente vivían en grupos, con un pequeño número de machos que tendrían el control sobre varias hembras. Los machos poseían grandes dientes caninos.